# Gare d'Halden
La gare d'Halden est une gare ferroviaire norvégienne de la ligne d'Østfold, située sur le territoire de la commune de Halden dans le comté d'Østfold.
Elle est mise en service en 1879, sont bâtiment est dû à l'architecte Peter Andreas Blix (no).
c'est une gare sans personnel de la Norges Statsbaner (NSB) desservie par des trains régionaux et internationaux. 

## Situation ferroviaire
Établie à 3 mètres d'altitude, la gare d'Halden est située au point kilométrique (PK) 136,64 de la ligne d'Østfold, après la gare de Sarpsborg, c'est la dernière gare ouverte de la ligne avant la frontière avec la Suède. Pour autant la gare de Kornsjø, qui est la plus proche de la frontière, reste  la gare délimitant la fin de la ligne d'Østfold et de la ligne Norge/Vänerbanan.

## Histoire

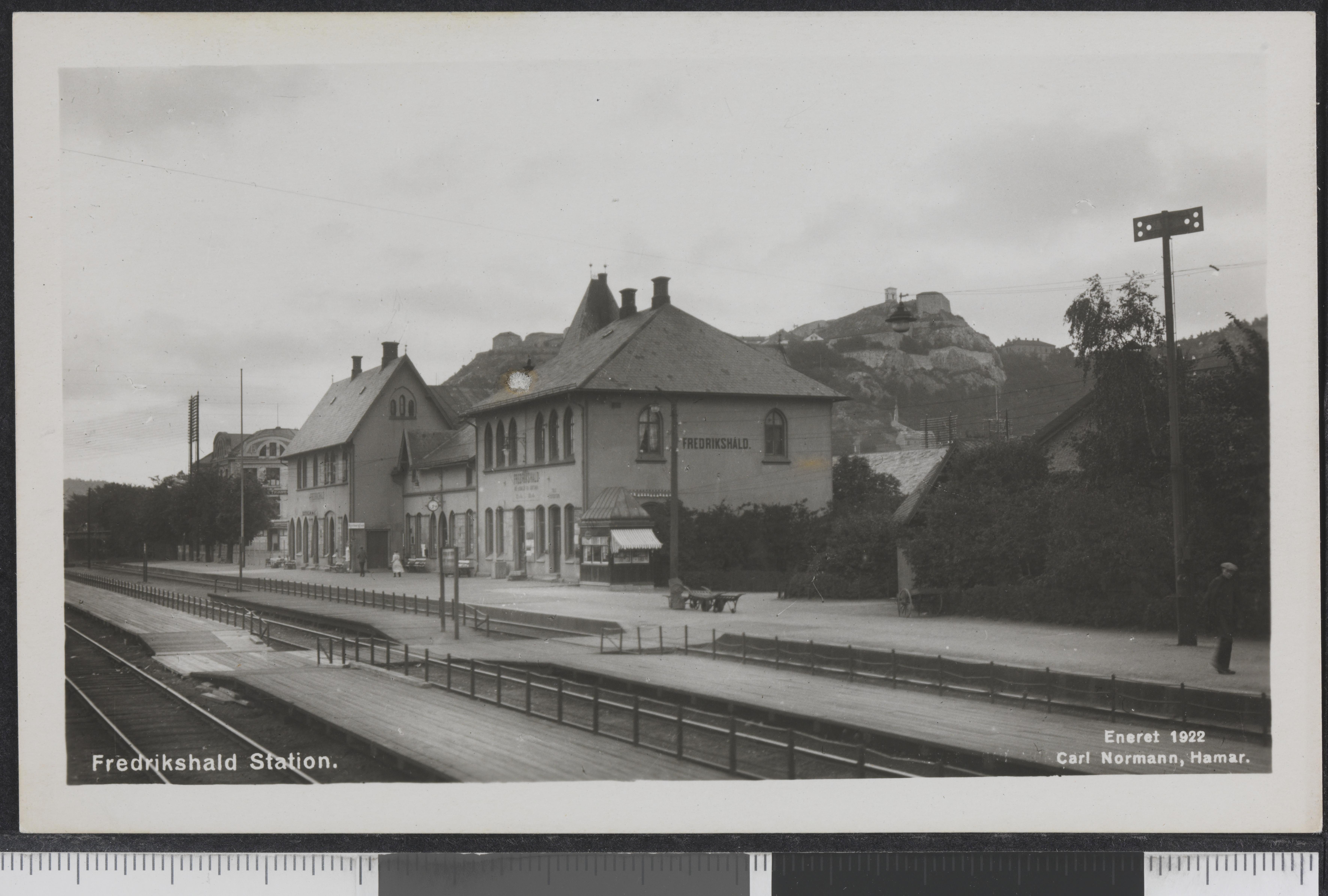
La gare en 1922.

La station dénommée « Fredrikshald » est mise en service le 2 janvier 1879 lors de la mise en exploitation de la totalité de la Vestre linje. Elle dispose d'un bâtiment de style néo-gothique, dû à l'architecte Peter Andreas Blix (no), avec une superstructure couvrant la voie et le quai.
Durant les années 1880 et le début des années 1900, plusieurs réaménagements des voies sont entrepris, notamment : une extension portuaire et des ajouts de voies d'évitements pour faciliter le service des trains de transport du charbon débarqué des bateaux. L'ensemble des installations est éclairé par l'électricité en 1900. La superstructure couvrant le quai et la voie est détruite en 1908.
La gare est renommée « Halden » le 1er janvier 1928.
En 1950, il y a environ 100 cheminots attachés à la gare, dont 14 conducteurs de machines, 29 pour le service de la station et 20 dans les bureaux. Une partie des installations est surélevée de un mètre pour éviter d'être submergée lors de marées hautes.

## Service des voyageurs

### Accueil
C'est une gare ferroviaire sans personnel. Néanmoins elle dispose d'un bâtiment voyageurs ouvert tous les jours avec : une salle d'attente, des toilettes et des automates pour l'achat de titres de transports. Des aménagements et équipements sont à la disposition des personnes à mobilité réduite, notamment une plateforme roulante pour permettre l'accès aux wagons (avec l'aide du personnel du train). Un kiosque et un restaurant sont présents dans l'enceinte de la gare.

### Desserte
Halden est desservie par des trains de la ligne R20 Oslo S-Halden-Göteborg. Une partie de ces trains effectuent la relation Oslo - Halden et d'autres poursuivent jusqu'à Göteborg en Suède.

### Intermodalités
Un porte vélo couvert et un parking (160 places) pour les véhicules y sont aménagés. 
La gare routière est distante de 500 mètres et une station de taxi de 200 mètres. 

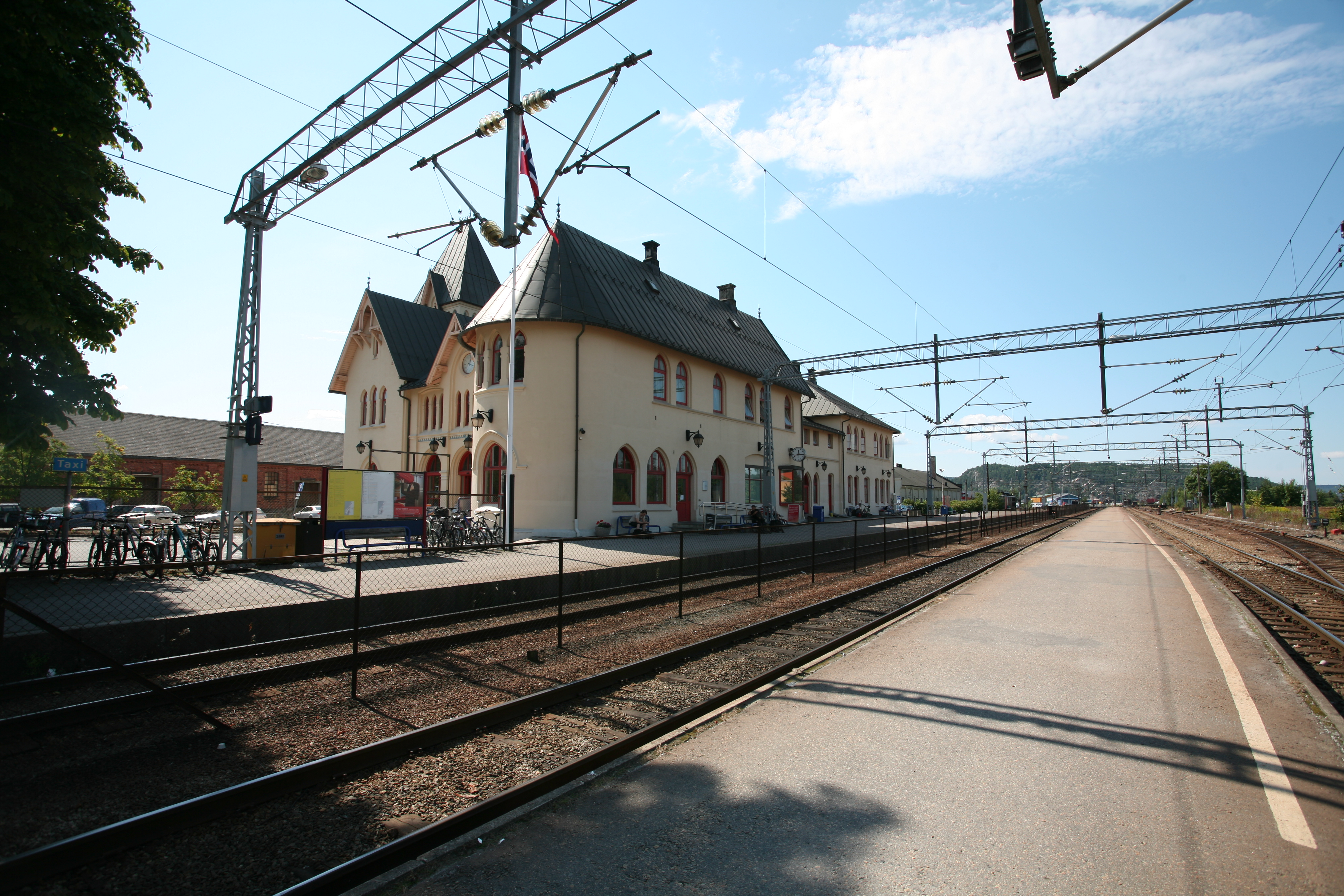
Voies et quais.
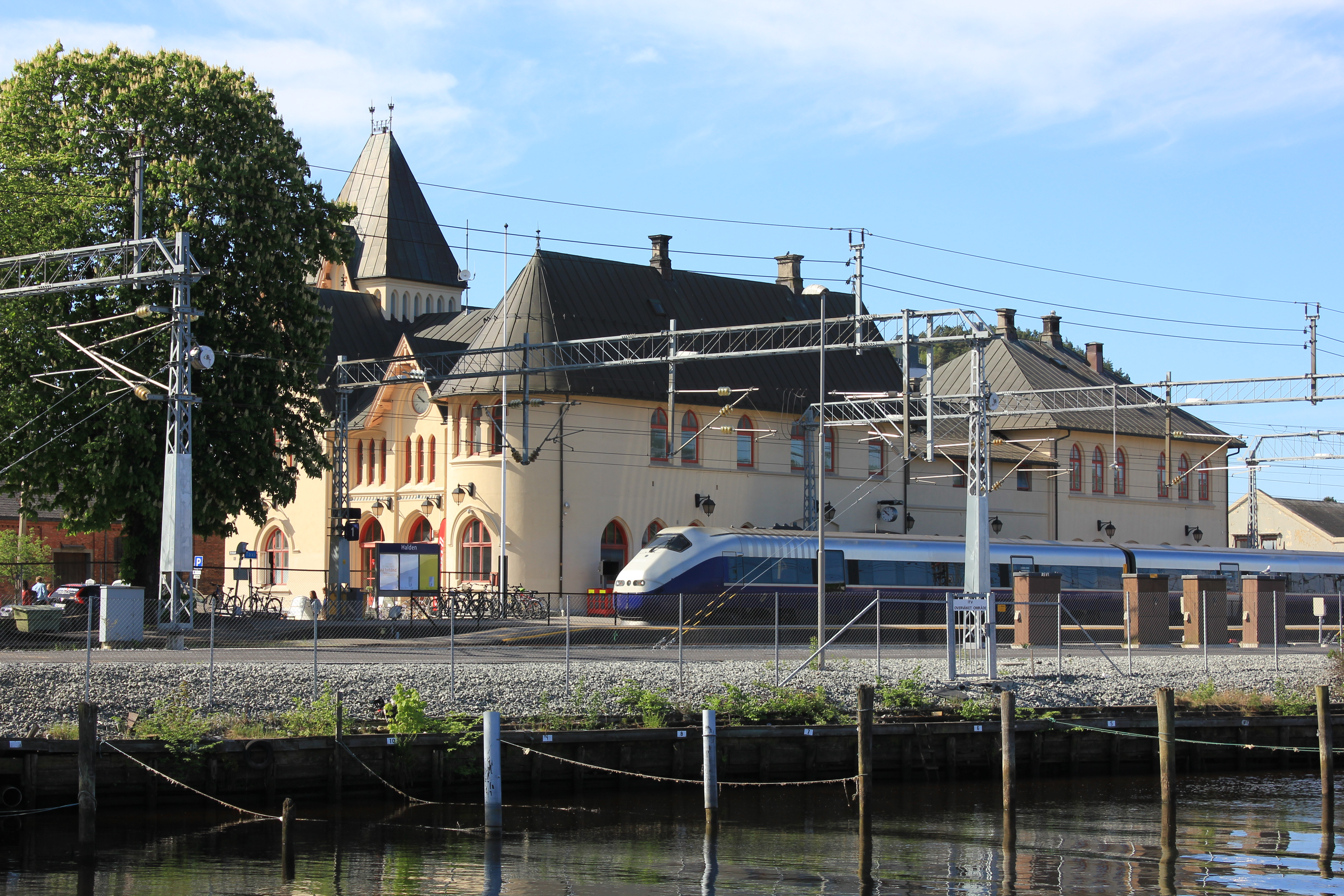
Train en gare.
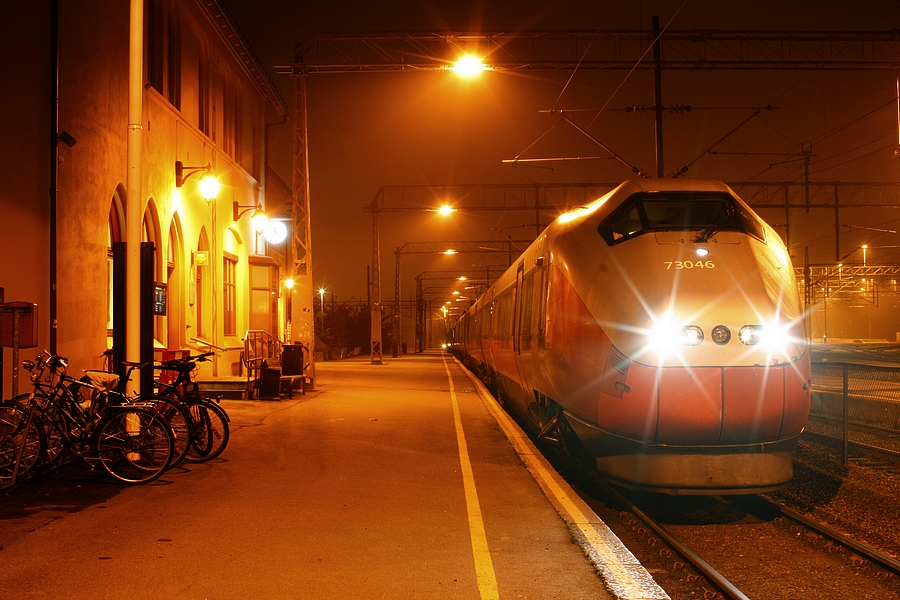
desserte de nuit.

## Terminal de Fret
La gare de Berg, située au kilomètre 130.93 et faisant partie de la commune d'Halden, est une ancienne gare ferroviaire ouverte en 1879 et fermée au trafic passager depuis 1974. En 1983, elle obtient le statut de gare de marchandise et est aujourd'hui considérée comme un terminal de fret,..